# B. J. Raji
Busami Alamu Raji Jr. (* 11. Juli 1986 in New York, New York) ist ein ehemaliger US-amerikanischer American-Football-Spieler auf der Position des Defensive Tackles. In seiner Karriere spielte er sieben Jahre für die Green Bay Packers in der National Football League (NFL).

## Frühe Jahre
Raji ging in New Jersey auf die Highschool. Später besuchte er das Boston College.

## NFL
Raji wurde im NFL-Draft 2009 von den Green Bay Packers in der ersten Runde an neunter Stelle ausgewählt. In der Saison 2010 gewann er mit den Packers den Super Bowl XLV.
Am 23. Januar 2011, im Championship Game gegen die Chicago Bears, Interceptete er einen Ball von Bears-Quarterback Caleb Hanie und trug ihn zu seiner ersten Touchdown zurück. Nach der Saison 2011 wurde er zum ersten und einzige Mal in den Pro Bowl gewählt.
Am 14. März 2016 gab Raji nach sieben Saisons mit den Packers seine Karriereende bekannt.